# Harrismith (Südafrika)

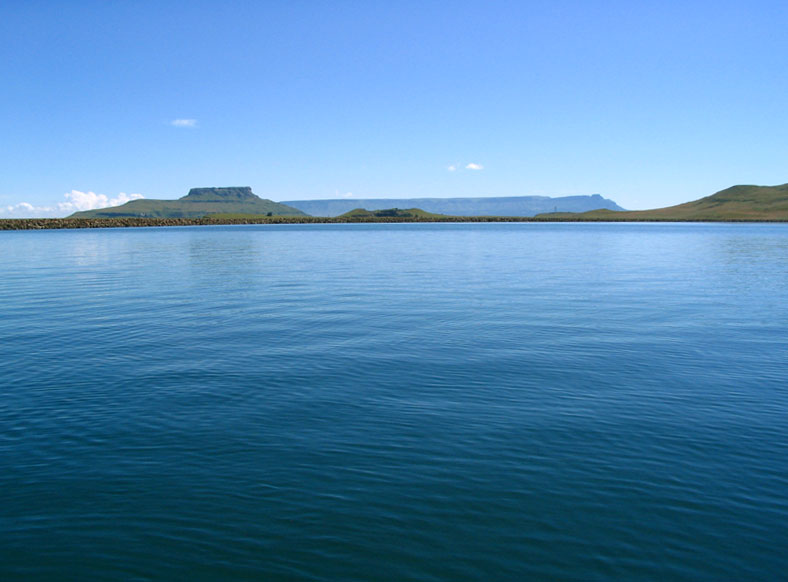
Der Sterkfontein Dam mit dem Platberg

Harrismith ist eine Stadt in der südafrikanischen Provinz Freistaat. Sie liegt in der Lokalgemeinde Maluti-a-Phofung im Distrikt Thabo Mofutsanyana.

## Geographie
2011 hatte Harrismith 27.869 Einwohner. Nördlich des Stadtzentrums liegt das Township Intabazwe (isiZulu, deutsch: Flacher Berg) mit rund 65.000 Einwohnern. Durch Harrismith fließt der Wilge River. Die Stadt liegt unmittelbar westlich des 2377 Meter hohen Tafelbergs Platberg (deutsch: Flachberg). In der Umgebung befinden sich weitere Tafelberge und Härtlinge. Südlich von Harrismith liegen die Drakensberge. Die Stadt befindet sich im Osten der Provinz Freistaat exakt auf halbem Wege zwischen Johannesburg und Durban.

## Geschichte
Harrismith wurde 1849 gegründet. Die Stadt wurde nach dem Briten Sir Henry George Wakelyn Smith benannt, der meist Sir Harry Smith genannt wurde. Er war damals Gouverneur der Kapkolonie und hatte die Voortrekker ermutigt, die Kolonie Natal nicht zu verlassen. Ursprünglich sollte die Stadt 25 Kilometer westlich entfernt entstehen, wo heute der Ort Aberfeldy liegt. Dort befanden sich aber zu wenige Quellen, so dass die Stadt im Januar 1850 an der heutigen Stelle errichtet wurde. 24 Jahre später erhielt Harrismith Stadtrechte. Während des Goldrauschs in Kimberley war Harrismith eine wichtige Durchgangsstation auf dem Weg zum Hafen in Durban. Im Ersten und Zweiten Burenkrieg waren die Stadt und ihre Umgebung Schauplatz mehrerer Schlachten. Die Mehrheit der Bevölkerung war britischen Ursprungs, aber Bürger des damaligen, von Buren regierten Oranje-Freistaates. Im Vorort Intabazwe, auch 42nd Hill genannt, lebten zur Zeit der Apartheid vor allem Basotho. Später zogen viele Zulu dorthin, so dass die Bevölkerungsgruppen annähernd gleich groß sind.

## Wirtschaft und Verkehr
Harrismith ist ein Verkehrsknotenpunkt. Die Nationalstraße N3 (Johannesburg–Durban) führt durch Harrismith, die N5 beginnt hier und führt Richtung Westen, wo sie bei Winburg an die N1 anschließt. Highway Junction am Abzweig der N5 von der N3 ist der größte Rastplatz Südafrikas. Harrismith liegt an der Bahnstrecke Ladysmith–Bethlehem, die 1892 von Ladysmith kommend Harrismith erreichte, dann aber mehrere Jahre nicht weitergebaut wurde. Früher zweigte in Harrismith Richtung Nordwesten eine Stichstrecke nach Warden, später nur noch nach Kaffirstad ab. Der Fernverkehr wird heute mit Bussen durchgeführt. Nördlich der Stadt liegt ein Flugplatz mit einer 1200 Meter langen Start- und Landebahn, der aber nicht im Linienverkehr bedient wird (IATA-Code: HRS).
Harrismith ist das Zentrum eines der fünf südafrikanischen Distrikte, in denen Wolle produziert wird. In der Stadt befindet sich ein großer Wolle und Baumwolle verarbeitender Betrieb.
In der Nähe der Stadt entsteht das Ingula-Pumpspeicherwerk.

## Sehenswürdigkeiten
- Harrismith Town Hall, 1907–1908 aus Sandstein und Ziegeln errichtet, ist ein Nationaldenkmal.
- Harrismith Wildflower Gardens wurde 1967 als botanischer Garten gegründet und enthält rund ein Fünftel der Flora der Drakensberge.
- Der Platberg ist Schauplatz des jährlich stattfindenden Platberg Mountain Race, eines besonders schweren Langstreckenlaufs. Die Laufstrecke beträgt 15 Kilometer. 1922 wurde dieser Lauf aufgrund einer Wette von einem britischen Major erstmals durchgeführt.
- In der Nähe der Stadt gibt es mehrere, unter anderem von San gefertigte Felsmalereien.
- Sterkfontein Dam, der drittgrößte Stausee Südafrikas, liegt rund 20 Kilometer südwestlich von Harrismith. Er wurde für die Wasserversorgung der heutigen Provinz Gauteng errichtet. Das Wasser wurde vor allem von der Provinz KwaZulu-Natal über eine Gebirgsschwelle in das Becken gepumpt. Dank der Belieferung Gautengs durch das Lesotho Highlands Water Projects wird das Wasser des Sterkfontein Dams kaum noch benötigt. Am Stausee liegt das 180 km² große Schutzgebiet Sterkfontein Dam Nature Reserve, in dem unter anderem Antilopen und Geier vorkommen.

## Persönlichkeiten
- Gustav Ernst Abendroth (1844–1928), Musiker und Dirigent deutscher Herkunft
- Harry Hart (1905–1979), südafrikanischer Leichtathlet, geboren in Harrismith

## Sonstiges
90 Kilometer entfernt liegt in KwaZulu-Natal die Stadt Ladysmith, die nach Sir Harry Smith’ Frau benannt wurde.